# Tomass Dukurs
Tomass Dukurs (Riga, 2 luglio 1981) è uno skeletonista lettone, campione europeo a Sankt Moritz 2016.
È fratello maggiore di Martins, a sua volta skeletonista di livello mondiale, e figlio di Dainis, ex bobbista e suo attuale allenatore.

## Biografia
Iniziò a gareggiare nel 1998 per la squadra nazionale lettone, riuscendo a vincere la classifica finale della Coppa Europa nella stagione 2002/03.

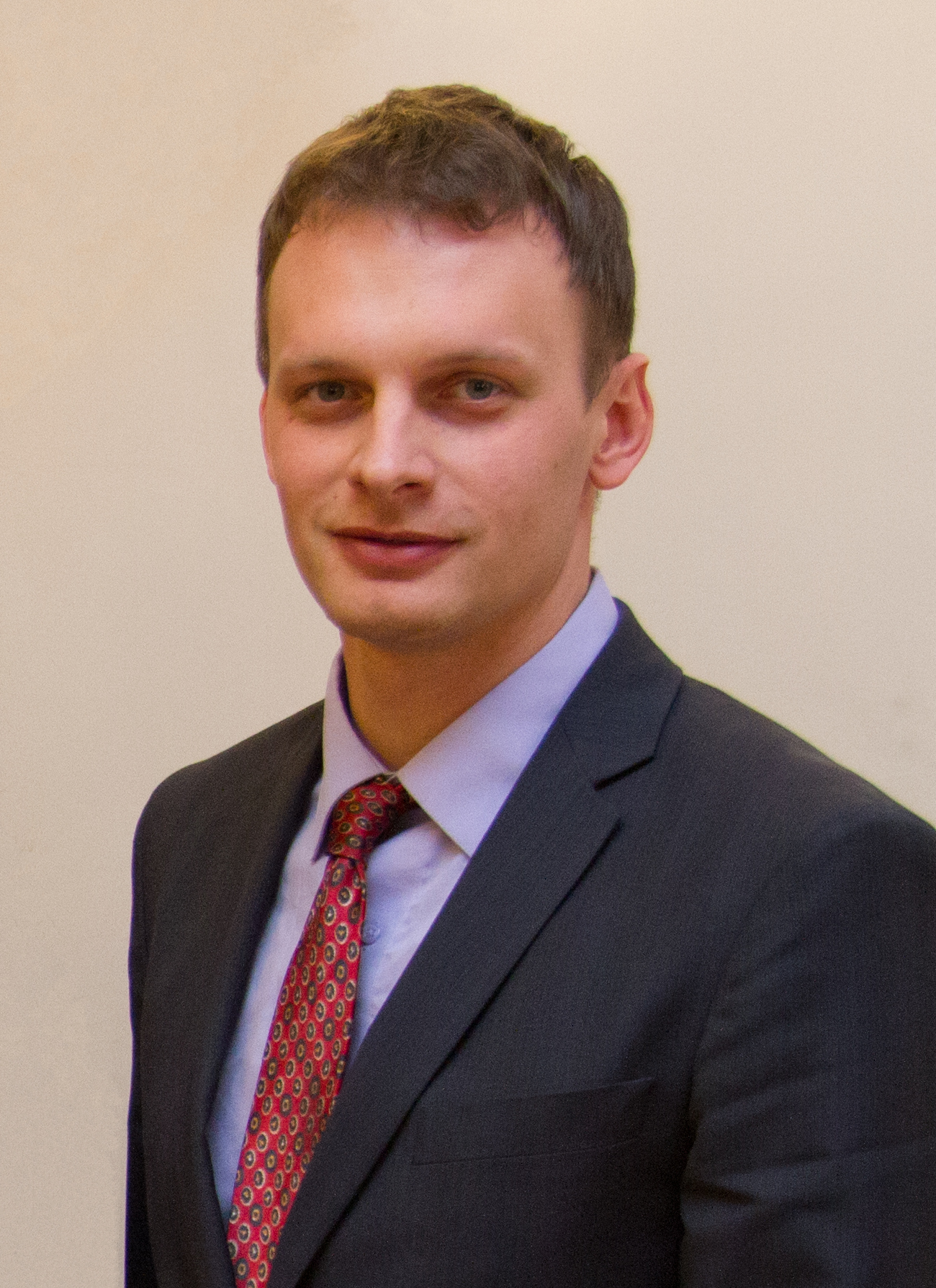
Tomass Dukurs a Riga nel 2013

Debuttò in Coppa del Mondo a Lillehammer nel gennaio 2000, a metà della stagione 1999/00, piazzandosi trentanovesimo al traguardo, ottenne il suo primo podio nonché la sua prima vittoria il 6 febbraio 2004 a Sigulda. Ha concluso al secondo posto in classifica generale per tre volte, nel 2012/13, nel 2013/14 e nel 2014/15, stagioni in cui a trionfare fu il fratello Martins.
Ha partecipato a quattro edizioni dei giochi olimpici invernali classificandosi ventunesimo a Salt Lake City 2002 e quarto nelle successive tre edizioni di Vancouver 2010, Soči 2014 e Pyeongchang 2018.

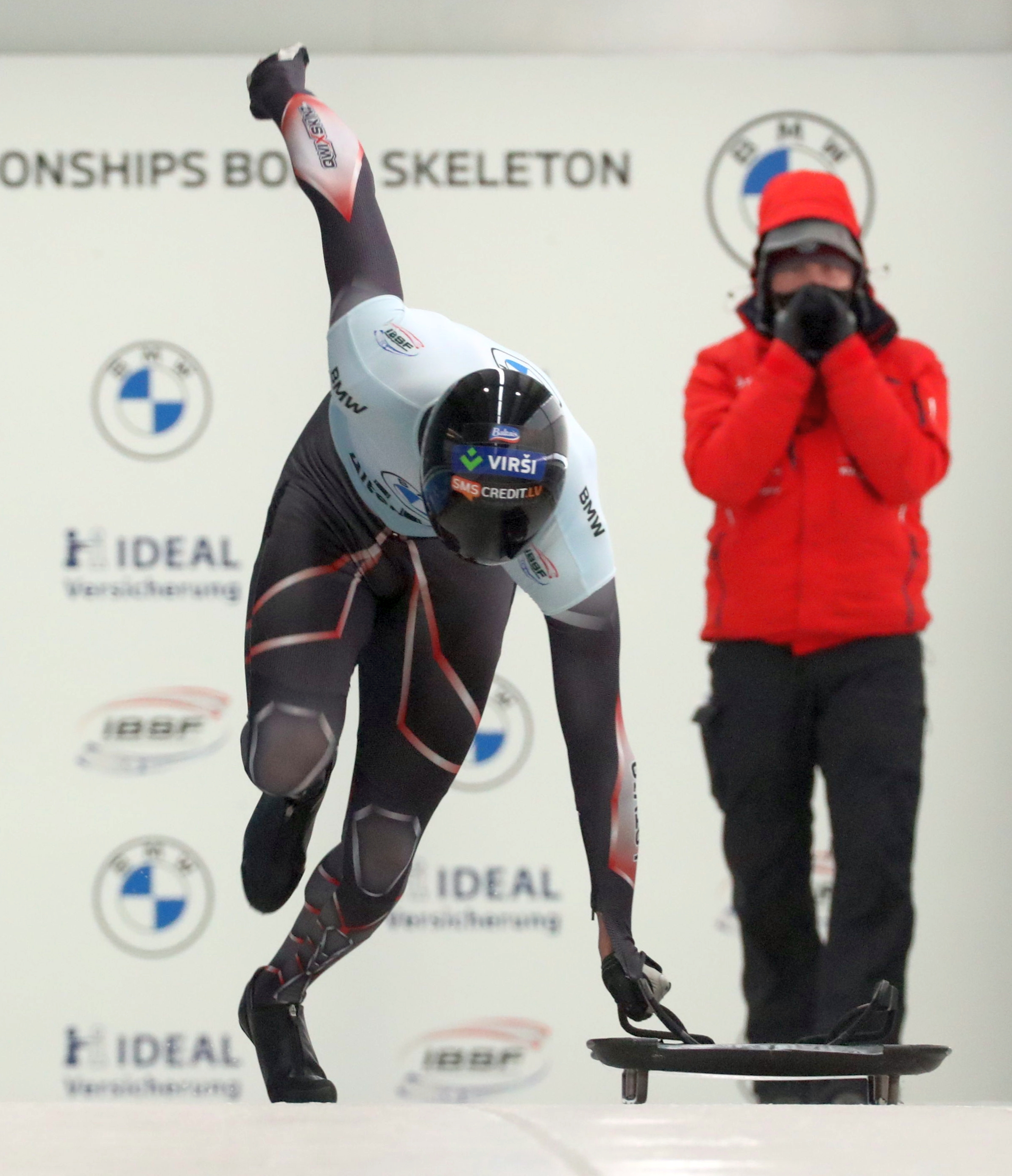
Tomass Dukurs in gara ai campionati mondiali di Altenberg 2021

Ha preso parte altresì a ben quattordici edizioni dei campionati mondiali conquistando in totale una medaglia di bronzo. Nel dettaglio i suoi risultati nelle prove iridate sono stati, nel singolo: ventinovesimo a Calgary 2001, ventesimo a Schönau am Königssee 2004, diciottesimo a Sankt Moritz 2007, undicesimo ad Altenberg 2008, ventiduesimo a Lake Placid 2009, nono a Schönau am Königssee 2011, quinto a Lake Placid 2012, ottavo a Sankt Moritz 2013, medaglia di bronzo a Winterberg 2015, sesto a Igls 2016, dodicesimo a Schönau am Königssee 2017, quinto a Whistler 2019, settimo ad Altenberg 2020 e settimo ad Altenberg 2021; nella gara a squadre: sesto a Sankt Moritz 2007.
Può altresì vantare otto medaglie vinte ai campionati europei, tra cui l'oro conquistato a Sankt Moritz 2016 a pari merito con il fratello Martins che giunse al traguardo con il medesimo tempo. Completano il palmarès continentale altri quattro argenti e tre bronzi.

## Palmarès

### Mondiali
- 1 medaglia:
  - 1 bronzo (singolo a Winterberg 2015).

### Europei
- 7 medaglie:
  - 1 oro (singolo a Sankt Moritz 2016);
  - 4 argenti (singolo a Altenberg 2012; singolo a Schönau am Königssee 2014; singolo a Winterberg 2017; singolo a Sigulda 2020);
  - 3 bronzi (singolo a Schönau am Königssee 2007; singolo a Igls 2013; singolo a La Plagne 2015).

### Coppa del Mondo
- Miglior piazzamento in classifica generale: 2º nel 2012/13, nel 2013/14 e nel 2014/15.
- 31 podi (tutti nel singolo):
  - 2 vittorie;
  - 16 secondi posti;
  - 13 terzi posti.

#### Coppa del Mondo - vittorie
| Data            | Luogo   | Paese    | Disciplina |
| --------------- | ------- | -------- | ---------- |
| 6 febbraio 2004 | Sigulda | Lettonia | singolo    |
| 3 dicembre 2021 | Sigulda | Lettonia | singolo    |

### Circuiti minori

#### Coppa Europa
Vincitore della classifica generale nel 2002/03;
- 3 podi (nel singolo):
  - 1 vittoria;
  - 1 secondo posto;
  - 1 terzo posto.